# Düna (Osterode am Harz)
Düna is een klein dorp in de gemeente Osterode am Harz in het Landkreis Göttingen in Nedersaksen in Duitsland. Het wordt voor het eerst vermeld in een oorkonde uit 1286. 

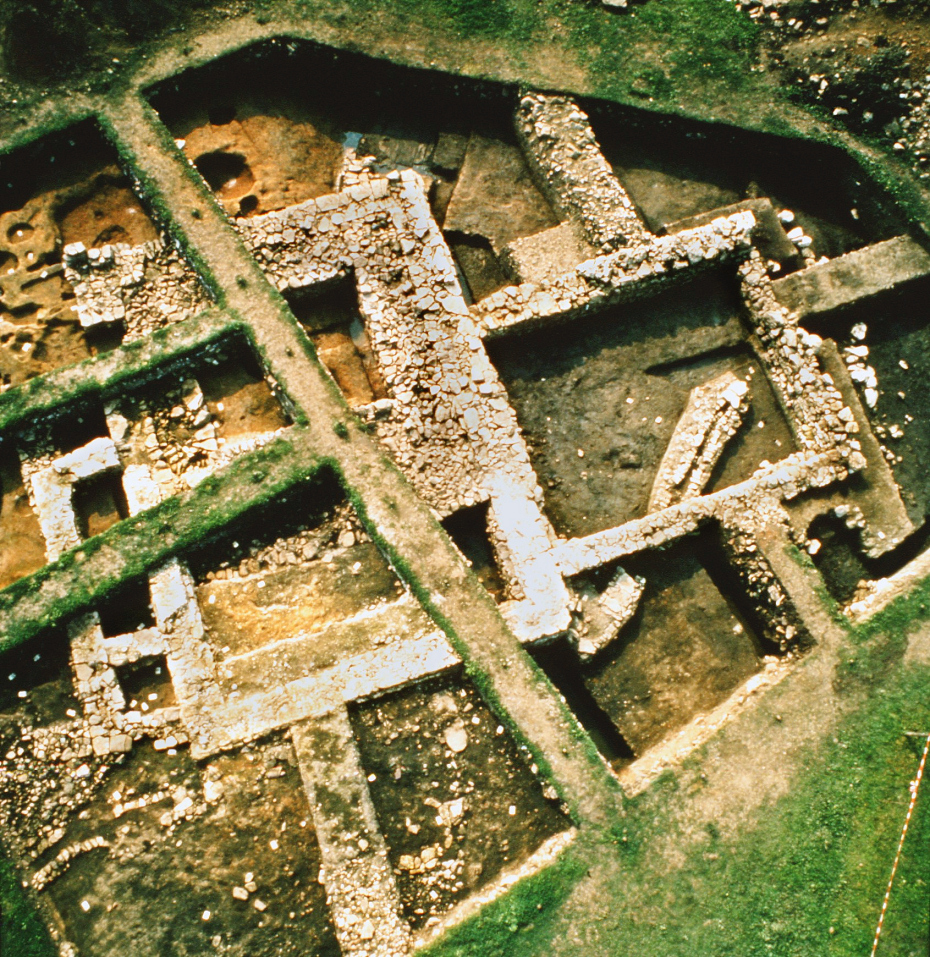
fundamenten

 Het dorp is vernoemd naar een burcht uit de tiende eeuw die vlak buiten het dorp heeft gestaan. In de jaren tachtig van de twintigste eeuw zijn de fundamenten van die burcht blootgelegd. Daarbij is ontdekt, dat ter plaatse reeds in de 3e eeuw sprake was van bewoning. Er zijn metalen voorwerpen uit de late 3e of 4e eeuw gevonden, die gemaakt zijn van ertsen, opgedolven in de Rammelsberg bij het huidige Goslar.
- Gemeinsame Normdatei: 4091300-4
- Virtual International Authority File: 234158653